# Peterskirken i Lima
Peterskirken i Lima (spansk:Iglesia de San Pedro) er en basilika fra 1638, grundlagt af jesuitere. Den anses for at være et af de fineste eksempler på barokbygninger i Lima, Peru.
12°02′57″S 77°01′44″V / 12.0492°S 77.029°V